# Leichtathletik-Halleneuropameisterschaften 2021/Teilnehmer (Ungarn)
| Gelbes Symbol für Goldmedaillen mit stilisierten Olympischen Ringen | Graues Symbol für Silbermedaillen mit stilisierten Olympischen Ringen | Braundes Symbol für Bronzemedaillen mit stilisierten Olympischen Ringen |
| ------------------------------------------------------------------- | --------------------------------------------------------------------- | ----------------------------------------------------------------------- |
| —                                                                   | —                                                                     | 1                                                                       |

Aus Ungarn starteten acht Athletinnen und 13 Athleten bei den Leichtathletik-Halleneuropameisterschaften 2021 in Toruń, die eine Bronzemedaille errangen.

## Ergebnisse

### Frauen

#### Laufdisziplinen
| Athletin                | Disziplin   | Vorlauf     | Vorlauf | Halbfinale         | Halbfinale         | Finale             | Finale             |
| Athletin                | Disziplin   | Zeit        | Platz   | Zeit               | Platz              | Zeit               | Platz              |
| ----------------------- | ----------- | ----------- | ------- | ------------------ | ------------------ | ------------------ | ------------------ |
| Anasztázia Nguyen       | 60 m        | 7,50 s      | 36      | nicht qualifiziert | nicht qualifiziert | nicht qualifiziert | nicht qualifiziert |
| Evelin Nádházy          | 400 m       | 55,11 s     | 39      | nicht qualifiziert | nicht qualifiziert | nicht qualifiziert | nicht qualifiziert |
| Viktória Wagner-Gyürkés | 3000 m      | 8:55,72 min | 3       | –––                | –––                | 9:02,81 min        | 10                 |
| Gréta Kerekes           | 60 m Hürden | 8,21 s      | 25      | nicht qualifiziert | nicht qualifiziert | nicht qualifiziert | nicht qualifiziert |
| Luca Kozák              | 60 m Hürden | 8,04 s      | 9       | 7,98 s SB          | 6                  | 8,01 s             | 8                  |

#### Sprung/Wurf
| Athletin    | Disziplin  | Qualifikation | Qualifikation | Finale             | Finale             |
| Athletin    | Disziplin  | Weite         | Platz         | Weite              | Platz              |
| ----------- | ---------- | ------------- | ------------- | ------------------ | ------------------ |
| Diána Lesti | Weitsprung | 6,18 m        | 16            | nicht qualifiziert | nicht qualifiziert |

#### Fünfkampf
| Athletin      | Disziplin | 60 m Hürden | Hochsprung | Kugelstoßen | Weitsprung | 800 m          | Punkte  | Platz  |
| ------------- | --------- | ----------- | ---------- | ----------- | ---------- | -------------- | ------- | ------ |
| Xénia Krizsán | Ergebnis  | 8,27 s PB   | 1,77 m SB  | 14,48 m PB  | 6,10 m PB  | 2:12,49 min PB | 4644 PB | Bronze |
| Xénia Krizsán | Punkte    | 1068        | 941        | 826         | 880        | 929            | 4644 PB | Bronze |
| Rita Nemes    | Ergebnis  | 8,47 s PB   | 1,77 m PB  | 13,72 m PB  | 5,97 m     | 2:14,04 min    | 4486    | 6      |
| Rita Nemes    | Punkte    | 1024        | 941        | 775         | 840        | 906            | 4486    | 6      |

### Männer

#### Laufdisziplinen
| Athlet            | Disziplin   | Vorlauf     | Vorlauf | Halbfinale         | Halbfinale         | Finale             | Finale             |
| Athlet            | Disziplin   | Zeit        | Platz   | Zeit               | Platz              | Zeit               | Platz              |
| ----------------- | ----------- | ----------- | ------- | ------------------ | ------------------ | ------------------ | ------------------ |
| Bence Boros       | 60 m        | 6,67 s      | 10      | 6,69 s             | 20                 | nicht qualifiziert | nicht qualifiziert |
| Dominik Illovszky | 60 m        | 6,80 s      | 48      | nicht qualifiziert | nicht qualifiziert | nicht qualifiziert | nicht qualifiziert |
| Tamás Máté        | 60 m        | 6,78 s      | 40      | nicht qualifiziert | nicht qualifiziert | nicht qualifiziert | nicht qualifiziert |
| Dániel Huller     | 400 m       | 48,52 s     | 47      | nicht qualifiziert | nicht qualifiziert | nicht qualifiziert | nicht qualifiziert |
| Tamás Kazi        | 800 m       | 1:51,85 min | 35      | nicht qualifiziert | nicht qualifiziert | nicht qualifiziert | nicht qualifiziert |
| Balázs Vindics    | 800 m       | 1:50,40 min | 27      | nicht qualifiziert | nicht qualifiziert | nicht qualifiziert | nicht qualifiziert |
| Gergő Kiss        | 1500 m      | 3:47,96 min | 45      | –––                | –––                | nicht qualifiziert | nicht qualifiziert |
| Márton Pápai      | 1500 m      | 3:45,63 min | 40      | –––                | –––                | nicht qualifiziert | nicht qualifiziert |
| István Szögi      | 1500 m      | 3:39,10 min | 4       | –––                | –––                | 3:40,40 min        | 8                  |
| Balázs Baji       | 60 m Hürden | 7,70 s SB   | 7       | 7,73 s             | 10                 | nicht qualifiziert | nicht qualifiziert |
| Bálint Szeles     | 60 m Hürden | 7,97 s      | 32      | nicht qualifiziert | nicht qualifiziert | nicht qualifiziert | nicht qualifiziert |

#### Sprung/Wurf
| Athlet           | Disziplin  | Qualifikation | Qualifikation | Finale             | Finale             |
| Athlet           | Disziplin  | Höhe/Weite    | Platz         | Höhe/Weite         | Platz              |
| ---------------- | ---------- | ------------- | ------------- | ------------------ | ------------------ |
| Dániel Jankovics | Hochsprung | 2,21 m        | 8             | 2,19 m             | 8                  |
| Kristóf Pap      | Weitsprung | 7,66 m        | 10            | nicht qualifiziert | nicht qualifiziert |